# Моффат (округ)
Мо́ффат (англ. Moffat County) — округ в штате Колорадо, США. Является вторым по величине в штате.

## Описание
Округ Моффат расположен в северо-западной части Колорадо, с востока и юга граничит с другими округами штата, с запада — с Ютой, с севера — с Вайомингом. Назван в честь Дэвида Моффата — финансиста и промышленника. Столица и крупнейший город округа — Крейг. Открытые водные пространства занимают 23 км², что составляет 0,18% от общей площади округа в 12 305 км². Через округ проходит крупная автомагистраль U.S. Route 40.

## История
Округ Моффат был образован 27 февраля 1911 года путём отделения западной части округа Раутт.

## Достопримечательности
- Национальный монумент Динозавр (англ. Dinosaur National Monument) (частично на территории округа)
- Национальный заказник Браунс-Парк (англ. Browns Park National Wildlife Refuge)
- Национальный лес Медисин-Боу — Роутт (англ. Medicine Bow – Routt National Forest) (частично)
- Национальный лес Уайт-Ривер (англ. White River National Forest) (частично)

## Демография
Население
- 1920 год — 5129 жителей
- 1930 — 4861
- 1940 — 5086
- 1950 — 5946
- 1960 — 7061
- 1970 — 6525
- 1980 — 13 133
- 1990 — 11 357
- 2000 — 13 184
- 2010 — 13 795[3]
- 2011 — 13 451[3]
- 2020 — 13 292

Расовый состав (2010)
- белые — 93,6%
- афроамериканцы — 0,2%
- коренные американцы — 0,9%
- азиаты — 0,3%
- прочие расы — 3,2%
- две и более расы — 1,8%
- латиноамериканцы (любой расы) — 9,5%

## Галерея

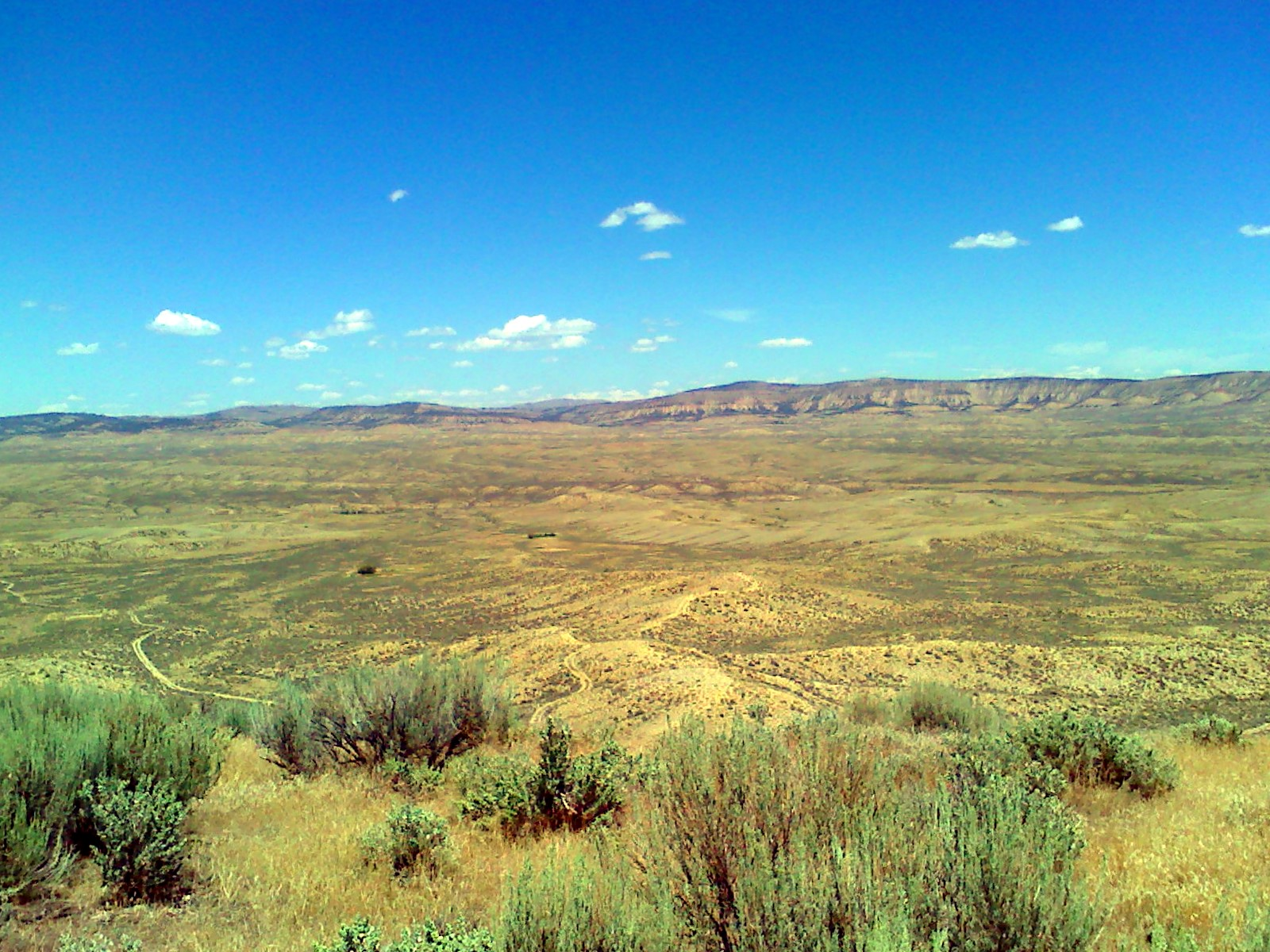
Типичный пейзаж округа в июле
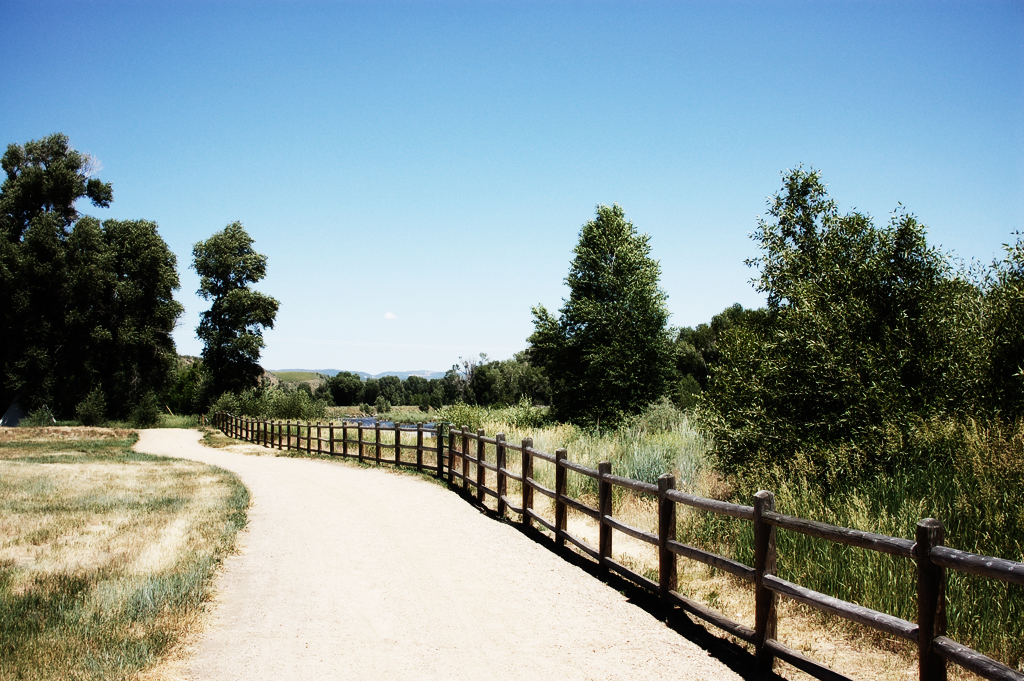
В парке Ямпа-Ривер
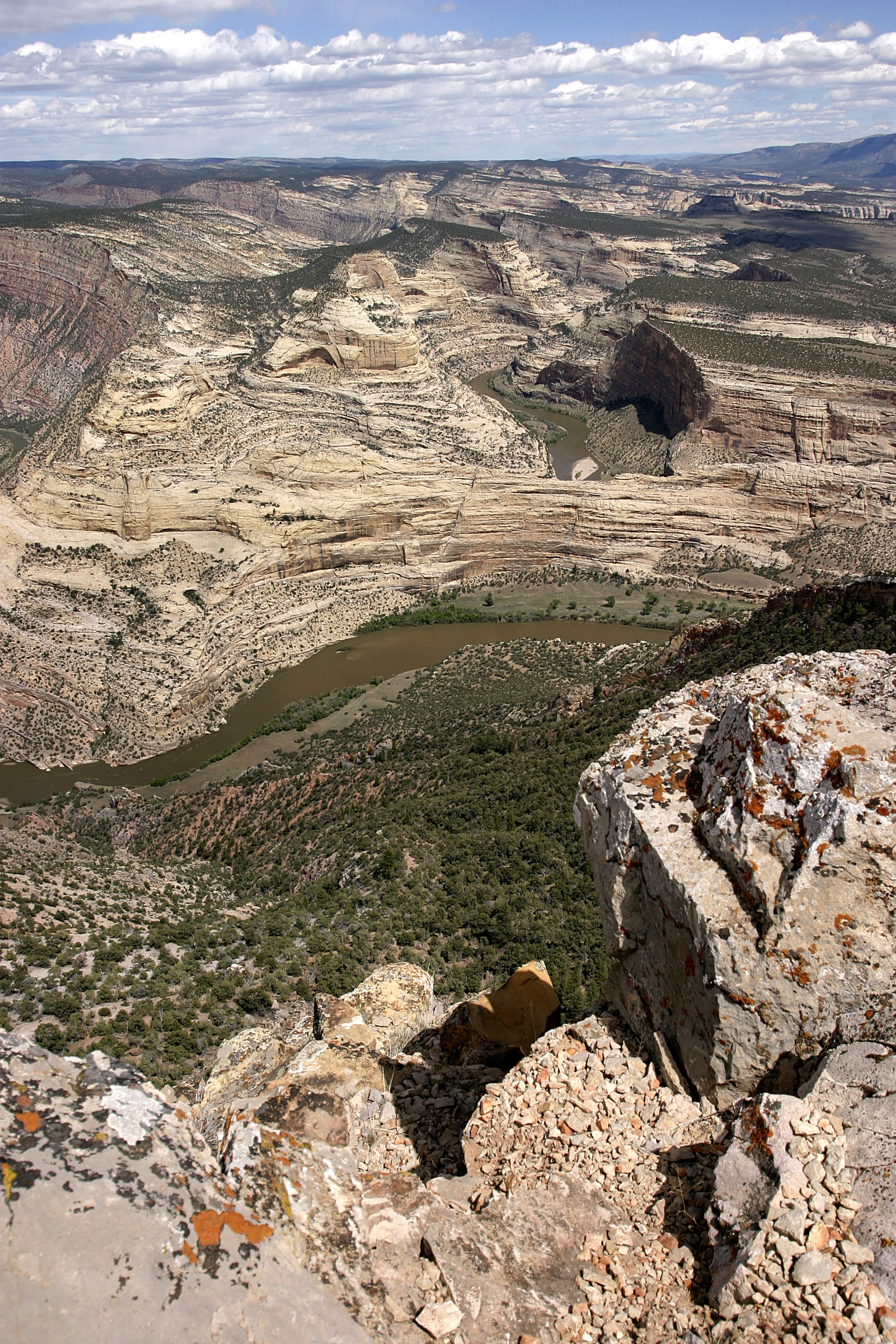
Национальный монумент Динозавр
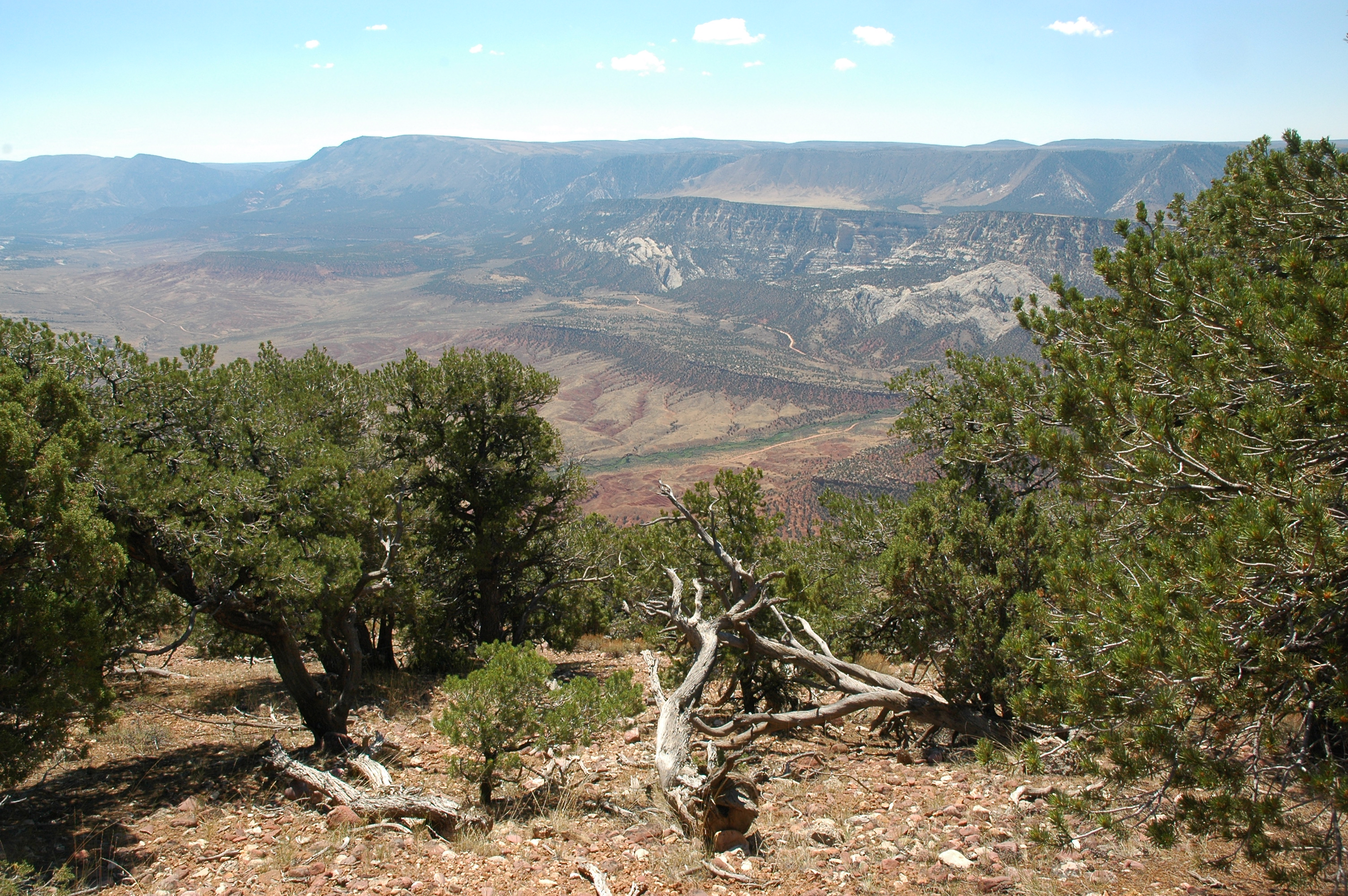
Над рекой Ямпа-Ривер